# Barima
Barima är en flod i Brittiska Guyana och Venezuela, som är en biflod till Orinoco.
Vid Barimas stränder planerades under frihetstiden en svensk koloni. År 1731 sändes skeppet Fortuna under kapten Laurens Brander dit, och undersökte floderna Barima, Berbice, Demerara och Essequibo. Planen övergavs men dök åter upp år 1841.